# Ивин, Александр Архипович
Алекса́ндр Архи́пович И́вин (2 января 1939 года, с. Покровское, Ростовская область, РСФСР, СССР — 9 апреля 2018 года, Москва, Россия) — советский и российский философ, специалист в области логики, философии науки, теории аргументации, философии истории. Доктор философских наук, профессор.

## Биография
Окончил философский факультет МГУ (1965), аспирантуру ИФ АН СССР (1968).
Преподавал на философском факультете МГУ, в Московском историко-архивном институте; в 1979—1985 — с.н.с. ИНИОН.
С 1985 работал в ИФ АН СССР (ныне РАН), ведущий научный сотрудник.
Официальный представитель в России Европейской ассоциации аналитической философии (ESAP) (1991—1996).
Ивин в 1968 изложил первую логическую теорию абсолютных оценок (логику понятий «хорошо», «безразлично», «плохо»), на её основе построил логику утилитарных оценок («является ценным для достижения указанной цели»). В дальнейшем показал, что стандартная логика норм (деонтическая логика) может быть сведена к логике абсолютных оценок. Ввёл общее понятие ценности, охватывающее ценности всех видов и идущее в параллель классическому определению истины: добро есть соответствие объекта высказанной о нём идее, своему стандарту.
- Канд. дисс. — «Основные проблемы деонтической логики» (1968)
- Докт. дисс. — «Неклассическая модальная логика» (1975)
- Главный редактор издания «Философия. Энциклопедический словарь» (М.: Гардарики, 2004)

## Память
В 2019 году режиссёр Анастасия Штандке сняла документальный фильм «По законам логики», рассказывающий о А. А. Ивине.

## Сочинения
- Основания логики оценок. М., 1970.
- Логика норм. М., 1973.
- Grundlagen der Logik von Wertungen, Berlin, 1975 (Логика оценок (нем.)). Берлин, 1975.
- Deontische Logik. Berlin, 1978 (Деонтическая логика (нем.)). Берлин, 1976.
- По законам логики. М., 1983.
- Софизмы как проблемы // ВФ. 1984. № 2.
- Искусство правильно мыслить. М., 1986 (2-е изд. — М., 1990; 3-е изд. — М., 2016).
- Ценности и понимание // ВФ. 1988. № 8.
- Строгий мир логики. М., 1988.
- Логико-философское исследование ценностей // Исследования по неклассическим логикам. М., 1989.
- О схоластике в советской философии // Общественные науки. 1989. № 4.
- Стиль теоретического мышления и внешние ценности научной теории // Язык и логика. М., 1990.
- Ивин А. А. Многообразный мир любви // Философия любви : В 2 ч. / Сост. А. А. Ивин ; Предисл. Д. П. Горского, А. А. Ивина. — М. : Политиздат, 1990. — Ч. I. — С. 380-509. — 508 с. — ISBN 5-250-01393-7.
- Краткий словарь по логике. [В соавт.]. М., 1991.
- Наука убеждать: логика и риторика. [В соавт.]. М., 1992.
- Основы теории аргументации. М., 1997.
- Введение в философию истории. М., 1997.
- Словарь по логике. [В соавт.]. М., 1998.
- Логика. Учебник для гуманитарных вузов. М., 1999.
- Логика. Общий курс. М., 1999.
- Философия истории. М., 2000.
- Теория аргументации. М., 2000.
- Логика. Элементарный курс. М., 2001.
- Модальные теории Яна Лукасевича. ИФРАН. М., 2001.
- Современная философия науки. М., 2006.
- Аксиология. М., 2006.
- Современная логика. М., 2009.
- Человеческие предпочтения. М., 2011.
- Апокалипсис любви. Философское эссе. М., 2012.
- Наука, паранаука и псевдонаука. М., 2012.
- Логика. М., 2012.
- Теория и практика аргументации. М., 2013.
- Социальная философия. М., 2013.
- Что такое диалектика. Очерки философской полемики. М., 2015.
- Истина в потоке времени. М., 2015.
- Обнажённость и отчуждение. Философский очерк о природе человека. М., 2015.
- Логика оценок и норм. Философские, методологические и прикладные аспекты. М., 2015.
- Из тени в свет перелетая… Очерки современной социальной философии. М., 2015.
- Философское исследование науки. М., 2016.
- Философское измерение истории. М., 2016.

## Критика
Котельников М. Е. Как не надо писать учебники по философии истории Архивная копия от 24 июня 2021 на Wayback Machine - Философия и общество, №1(34). С. 185-196.